# Гай Гамільтон
Гай Гамільтон (англ. Guy Hamilton; нар.16 вересня 1922, Париж — пом.20 квітня 2016) — британський кінорежисер, постановник 22 кінофільмів, найвідоміші серед яких чотири стрічки серії про Джеймса Бонда.

## Біографія
Гай Гамільтон народився та провів дитинство в Парижі, де його батько працював прес-аташе британського посольства. У 1938—1939 роках навчався на кіностудії «Вікторін» (англ. Victorine Studios) у Ніцці, працював помічником оператора на зйомках стрічки французького режисера Жюльєна Дювів'є «Такий-то батько і син» (фр. Untel père et fils) (1940). Протягом п'яти років Гамільтон був помічником британського режисера Керола Ріда, а потім почав знімати самостійно.
У 1940 році Гамільтон прибув до Великої Британії, та після нетривалої роботи у фільмотеці агентства «Paramaunt News», був призваний на службу у військово-морські сили. По закінченні війни він повернувся в кінематограф, працюючи, вже як асистент режисера.

## Кар'єра
Першою самостійною режисерською роботою Гая Гамільтона став фільм «Дзвонар», поставлений ним у 1952 році за однойменною детективною п'єсою Едгара Воллеса. У 1950 роки поставив також фільм «Зловмисник» (1953, про проблеми адаптації колишніх фронтовиків до мирного життя), військову драму «Колдіц» (1956, про британських військовополонених, що втекли з концентраційного табору), яка стала найпомітнішою роботою Гамільтона у ці роки та мелодраму «Мануела» (1957), що була номінована на «Золотого ведмедя» за найкращий сценарій фільму на Берлінському кінофестивалі.
У 1959 році, замінивши режисера Александра Макендрика, поставив стрічку «Учень диявола» з Кірком Дугласом та Бертом Ланкастером за п'єсою Бернарда Шоу. Фільм став першим досвідом роботи Гамільтона у крупнобюджетному кіно.
У 1962 році Гамільтон отримав запрошення попрацювати над першою стрічкою про суперагента Джеймса Бонда за романом Яна Флемінга «Доктор Ноу», проте, відхилив цю пропозицію, віддавши перевагу менш комерційному проектові — сучасній драмі «Вечірка закінчена». Через проблеми з цензурою, фільм, знятий у 1963, вийшов лише через два роки у скороченому варіанті, через що Гамільтон наполіг на тому, щоб його ім'я прибрали з титрів.
У 1964 році Гай Гамільтон поставив «Голдфінгера» — третій фільм Бондіани та свій перший фільм про суперагента. Фільм мав великий успіх, та вважається одним з найкращих фільмів про Джеймса Бонда. У 1999 році його було внесено до списку ста найкращих британських фільмів двадцятого сторіччя. На початку 1970-х Гамільтон після роботи над двома іншими проектами повернувся до бондівської серії, поставивши фільми «Діаманти залишаються назавжди» (1971), «Живи та дай померти» (1973) та «Чоловік із золотим пістолетом» (1974).
Гая Гамільтона було обрано як режисера фільму «Супермен» (1978), проте, покинувши на той час країну через непомірно високі податки, він мав статус податкового біженця і згідно із законом не міг перебувати в Англії понад тридцять днів на рік. Тож, коли зйомки стрічки були перенесені на кіностудію «Пайнвуд» у Великій Британії, він був вимушений відмовитися від цієї пропозиції і фільм було доручено американському режисерові Річарду Доннеру.
У 1980-х роках Гамільтон екранізував два твори Агати Крісті, поставивши фільми «Дзеркало тріснуло» (1980) з Анджелою Лансбері у ролі міс Марпл та «Зло під сонцем» (1982) з Пітером Устиновим у ролі Еркюля Пуаро.
Останньою стрічкою Гамільтона стала екранізація детективного роману Джеймса Хедлі Чейза «Спробуй відміряй» (1989), після чого він назавжди залишив кінематограф.
Гай Гамільтон був одружений з акторкою Наомі Ченс (1930—2003).

## Фільмографія
| Рік  |  | Назва українською                 |  | Оригінальна назва                   |  | Примітки                                            |
| ---- |  | --------------------------------- |  | ----------------------------------- |  | --------------------------------------------------- |
| 1952 |  | Дзвонар                           |  | The Ringer                          |  | за п'єсою Едгара Воллеса                            |
| 1953 |  | Зловмисник                        |  | The Intruder                        |  |                                                     |
| 1954 |  | Візит інспектора                  |  | An Inspector Calls                  |  | за п'єсою Джона Бойнтона Прістлі                    |
| 1955 |  | Колдіц                            |  | The Colditz Story                   |  | режисер і сценарист                                 |
| 1957 |  | Мануела                           |  | Manuela                             |  | режисер і сценарист                                 |
| 1959 |  | Учень диявола                     |  | The Devil's Disciple                |  | за однойменною п'єсою Бернарда Шоу                  |
| 1959 |  | Дотик злодія                      |  | A Touch of Larceny                  |  | режисер і сценарист                                 |
| 1961 |  | Найкращі вороги                   |  | The Best of Enemies                 |  | режисер                                             |
| 1964 |  | Людина посередині                 |  | Man in the Middle                   |  |                                                     |
| 1964 |  | Голдфінгер                        |  | Goldfinger                          |  | із серії про Джеймса Бонда, за новелою Яна Флемінга |
| 1966 |  | Поховані в Берліні                |  | Funeral in Berlin                   |  |                                                     |
| 1969 |  | Битва за Британію                 |  | Battle of Britain                   |  |                                                     |
| 1971 |  | Діаманти залишаються назавжди     |  | Diamonds Are Forever                |  | із серії про Джеймса Бонда, за новелою Яна Флемінга |
| 1973 |  | Живи та дай померти               |  | Live and Let Die                    |  | із серії про Джеймса Бонаа, за новелою Яна Флемінга |
| 1974 |  | Чоловік із золотим пістолетом     |  | The Man with the Golden Gun         |  | із серії про Джеймса Бонда, за новелою Яна Флемінга |
| 1978 |  | Загін 10 з Наварон                |  | Force 10 from Navarone              |  |                                                     |
| 1980 |  | Дзеркало тріснуло                 |  | The Mirror Crack'd                  |  | за однойменним романом Агати Крісті                 |
| 1982 |  | Зло під сонцем                    |  | Evil Under the Sun                  |  |                                                     |
| 1985 |  | Ремо Вільямс: Пригода починається |  | Remo Williams: The Adventure Begins |  |                                                     |
| 1989 |  | Спробуй відміряй                  |  | Try This One for Size               |  | за романом Дж. Х. Чейза                             |

## Нагороди[3]
| Рік  | Нагорода                  | Категорія                                  | Номінант       | Результат |
| ---- | ------------------------- | ------------------------------------------ | -------------- | --------- |
| 1957 | Берлінський кінофестиваль | Золотий ведмідь за найкращий сценарій      | «Мануела»      | Номінація |
| 1961 | Премія BAFTA              | Найкращий сценарій британського кінофільму | «Дотик злодія» | Номінація |